# Batalla de Gembloux
La batalla de Gembloux tuvo lugar el 31 de enero de 1578 entre el ejército reclutado por los Estados Generales de los Países Bajos y las tropas de la Corona española en el marco de la Guerra de los Ochenta Años. El ejército de los Estados fue completamente aniquilado.

## La campaña
Tras el fracaso del Edicto Perpetuo como fórmula para mantener bajo soberanía española las provincias de los Países Bajos, los Estados Generales levantaron un ejército para oponerse a las tropas españolas que Don Juan de Austria había hecho volver al mando de Alejandro Farnesio. Estas tomaron la ciudadela de Namur el 24 de julio de 1577, a donde se dirigió el ejército de los Estados Generales. Después de pasar unos días acampados a varias millas de la ciudad, levantaron el campamento y se dirigieron hacia Gembloux. Don Juan de Austria salió en su persecución.

## La batalla
El 31 de enero las tropas de Don Juan divisaron la retaguardia de la columna del ejército de los Estados Generales. Se envió a la caballería para que lo acosara, pero con órdenes de no entablar ningún combate serio hasta que el grueso del ejército les diera alcance. Alejandro Farnesio advirtió que las tropas enemigas flaqueaban ya en las primeras escaramuzas, por lo que se lanzó con la caballería a atacar a la caballería enemiga. Esta se desmoronó rápidamente y en su huida chocó y desorganizó a su propia infantería. En hora y media el ejército de los Estados Generales fue completamente aniquilado. Don Juan le perdonó la vida a los soldados capturados, algunos incluso se terminaron uniendo a él.

## El resultado
Tras la batalla Don Juan recuperó para España, ciudades como Aarschot (saqueada en agosto por los calvinistas tras la batalla de Rijmenam), Binche, Dalhem, Diest, Limburgo, Lovaina, Nivelles, Terneuzen, Tienen, el castillo de Valkenburg aan de Geul, Zichem y Zoutleeuw. Falleciendo poco después el 1 de octubre. Seis días más tarde, las tropas de Francisco de Anjou retomarían Binche. 
El efecto más importante fue minar la confianza de los Estados Generales en sus posibilidades para hacer frente a España y que un año más tarde llevaría a la ruptura de la unión de las diferentes provincias, acordada en la pacificación de Gante, y a que varias de ellas aceptasen de nuevo la soberanía española. 
El 8 de febrero la ciudad de Ámsterdam, que había resistido un bloqueo del ejército de los Estados desde el 12 de agosto de 1572 se veía obligada a capitular. Perdiendo España está importante ciudad de Holanda. 